# کورتسم
شهر کورتسم (به فرانسوی: Kortessem) در شهرستان تنژران  در استان لمبورگ  در منطقه فلاندری در کشور بلژیک واقع شده‌است.